# Matthew Waterhouse
Matthew Waterhouse (Hertford, 19 dicembre 1961) è un attore britannico.

## Biografia
Cresciuto a Haywards Heath, nel Sussex, il padre era un solicitor, ossia un giurista, e fin da piccolo era fan della serie Doctor Who, a cui prese parte dal 1980 al 1982 nel ruolo di Adric, un giovane alieno con un grande intelletto che viaggia con il Quarto e il Quinto Dottore. Dal luglio 1998 vive negli USA, ma torna spesso nel Regno Unito per conferenze e festival legati alla serie che lo rese noto. È dichiaratamente gay.

## Filmografia

### Cinema
- The Killing Edge, regia di Lindsay Shonteff (1984)

### Televisione
- To Serve Them All My Days, regia di Ronald Wilson, Peter Jefferies e Terence Dudley – miniserie TV, 2 episodi (1980)
- Doctor Who – serie TV, 44 episodi (1980-1984)
- Ghostlands – film TV (1996)
- The Five(ish) Doctors Reboot, regia di Peter Davison – film TV (2013)
- Anoraks – serie TV, 2 episodi (2018)